# Alpinétine
L'alpinétine est un composé organique de la famille des flavanones, un sous-groupe de flavonoïdes. Elle a été détectée dans de nombreuses plantes de genre Alpinia. Elle a fait l'objet de recherches sur ses propriétés  vasorelaxantes.